# KV Oostende
KV Oostende was een Belgische voetbalclub uit Oostende. De club was aangesloten bij de Voetbalbond met stamnummer 31 en had groen-rood-geel als kleuren. KVO ontstond in 1981 uit een fusie van VG en AS Oostende en speelde tussen 1993 en 2005 enkele seizoenen in de eerste klasse. Ook tussen 2013 en 2023 werd er een decennium lang op het hoogste niveau gevoetbald.
Door een te grote schuldenberg werd de club in juni 2024 failliet verklaard en hielden de naam en het stamnummer op te bestaan. Kort nadien sloten de stad Oostende, voormalige KVO-medewerkers en derdenationaler KSV Diksmuide een intentieovereenkomst af om de nieuwe Koninklijke Voetbalclub Diksmuide Oostende (KVDO) op te richten.

## Geschiedenis

### KVG Oostende (1904-1981)
In 1904 werd het Vanneste Genootschap Oostende (afgekort VG Oostende) opgericht, met stamnummer 31. Deze club verscheen in 1925 één seizoen in Tweede klasse, maar zakte onmiddellijk. In 1929 kreeg VGO, ter ere van het vijfentwintigjarige bestaan, de koninklijke titel en werd de naam K. Vanneste Genootschap Oostende (afgekort KVG Oostende). In 1935 werd de club kampioen in Derde klasse. VGO speelde drie seizoenen in Tweede klasse, maar zakte toen wederom naar Derde, toen de bevorderingsklasse (er bestond immers nog geen Vierde klasse). De club bleef in de bevorderingsreeksen hangen, eerst in Derde en later in Vierde klasse. In 1964 behaalde VGO de kampioenstitel in zijn reeks in Vierde klasse en promoveerde opnieuw naar Derde. In 1974 werd ook in de Derde klasse de titel behaald. Zo kon de club weer aantreden in Tweede klasse, waar het vier seizoenen zou verblijven. In 1978 zakte VGO terug naar Derde klasse.
In 1911 was in de stad ook AS Oostende opgericht, met stamnummer 53. Deze club kende al gauw meer succes dan het enkele jaren oudere VG Oostende. De club speelde gedurende vele jaren in de hoogste nationale afdelingen. In het begin van de jaren 1970 verbleef AS Oostende vier seizoen in Eerste klasse. In relatief korte tijd zakte de club echter terug naar Derde.

### KV Oostende (1981-2024)
In 1981 besloten VG Oostende en AS Oostende om te fusioneren. De nieuwe club heette KV Oostende, en speelde verder met het stamnummer 31 van KVG Oostende. Het stamnummer van AS Oostende werd geschrapt. De kleuren van de nieuwe club werden rood, geel en groen. ASO had immers rood en groen als clubkleuren, VGO rood en geel. De fusieclub ging van start in Derde klasse. Het Albertparkstadion, waar AS Oostende zijn thuiswedstrijden afwerkte, werd de thuisbasis van de nieuwe club.
In 1982 werd, door aanhangers van het oude VG Oostende, overigens een nieuwe club opgericht, die van start ging in de laagste provinciale afdeling: Oostendse Voetbal Gemeenschap (kortweg OVG). De KBVB voorziet immers een reglement waarin staat dat een clubnaam gedurende de eerste tien jaar na zijn verdwijning niet meer mag worden gebruikt. In augustus 1991, tien jaar na het verdwijnen van het oude VG, werd OVG omgedoopt tot VG Oostende. Dit nieuwe VG Oostende (dat eind 2013 overigens ook verdween) was echter een aparte club met stamnummer 8837, die geen aanspraak kon maken op het palmares en de geschiedenis van het oude VG Oostende.
Tijdens de eerste seizoenen eindigde KV Oostende jaar na jaar aan de top van de rangschikking, maar telkens moest het de titel aan een andere club laten. Meerdere trainers passeerden de revue: Gilbert Marmenhout, Han Grijzenhout, Ned Bulatović, Chris Demet, Luc Sanders, James Storme, Freddy Maeckelberghe, Walter Butseraen en Bram van Kerkhof. Pas onder Raoul Peeters slaagde de kustploeg er, tijdens het seizoen 1991/92, voor het eerst in om zich tot kampioen te kronen en de promotie af te dwingen naar Tweede klasse. Tijdens het volgende seizoen wist KVO een plaats af te dwingen in de eindronde. De club verbaasde door deze eindronde ook meteen te winnen en door te stoten naar Eerste klasse.
Het seizoen 1993/94 zou het - tot dan toe - meest succesvolle seizoen worden van de fusieclub. Onder Raoul Peeters werd in de hoogste afdeling een mooie zevende plaats behaald. Het seizoen erna kon de kustploeg echter niet bevestigen. Na tegenvallende resultaten werd Peeters ontslagen en ad interim opgevolgd door Ronni Brackx. KV Oostende strandde op de zeventiende plaats en degradeerde naar Tweede klasse.
Urbain Haesaert werd de opvolger van Ronni Brackx. Hij maakte het seizoen 1995/96 vol, maar zijn contract werd niet verlengd. Dennis Van Wijk werd de nieuwe trainer. In zijn tweede seizoen (1997/98) slaagde hij erin om met Oostende de titel te behalen, waardoor de kustploeg voor de tweede maal naar Eerste klasse promoveerde.
In oktober 1998 werd Van Wijk, na tegenvallende resultaten, ontslagen en realiseerde KV Oostende wellicht de mediastunt van de eeuw door Jean-Marie Pfaff aan te trekken als nieuwe trainer. Ook hij kon het tij niet keren en werd na enkele maanden al bedankt voor bewezen diensten. Ronni Brackx trachtte de club in extremis nog te redden van de degradatie, maar het mocht niet baten. Oostende zakte weer naar Tweede klasse.
Het seizoen 1999/2000 werd aangevat onder trainer Leo Van Der Elst. In zijn eerste seizoen bereikte hij met KVO de eindronde, maar daarin kon men niets meer forceren. In zijn tweede seizoen werd Van Der Elst na tegenvallende resultaten ontslagen en opgevolgd door Luc Devroe. Ook hij kon het tij niet keren, dus werd in laatste instantie Kenneth Brylle nog aangeworven als trainer. Het kalf bleek echter al verdronken, en de degradatie naar Derde klasse was een feit.
Tijdens het seizoen 2001/02 mocht Brylle aanblijven als trainer. De ploeg bereikte meteen de eindronde, maar de finale tegen Vigor Wuitens Hamme werd verloren. Brylle kreeg een nieuwe kans tijdens het seizoen 2002/03. Zes wedstrijden voor het seizoenseinde werd hij echter vervangen door het tijdelijke duo Raoul Peeters - Ronni Brackx, dat de kustploeg opnieuw naar Tweede klasse wist te loodsen. Oostende was weliswaar op de tweede plaats geëindigd, maar door het faillissement van kampioen Berchem Sport promoveerde KV Oostende rechtstreeks.
Aangezien Raoul Peeters niet wilde aanblijven als trainer, moest de kustploeg voor het seizoen 2003/04 op zoek naar een nieuwe coach. Ex-doelman Gilbert Bodart werd aangeworven. Hij slaagde erin om met KVO meteen de eindronde te bereiken en die ook te winnen. Voor de derde maal promoveerde KVO naar Eerste klasse.
Het seizoen 2004/05 werd gekenmerkt door verschillende negatieve factoren. In december stapte hoofdsponsor Franklin Sleuyter op na een dispuut met voorzitter Eddy Vergeylen. Enkele dagen later werd trainer Bodart ontslagen, na een 5-0 nederlaag op Standard Luik en een vermeend gokincident. Hij werd opgevolgd door Herman Vermeulen, die met de kustploeg een zeer verdienstelijke terugronde afwerkte. Desondanks kon de degradatie net niet worden vermeden. Oostende moest voor een derde maal Eerste klasse verlaten.
Het seizoen 2005/06 werd aangevat onder trainer Rik Van de Velde. KVO eindigde op de tiende plaats. Het eenjarige contract van Van de Velde werd niet verlengd en hij werd in juli 2006 opgevolgd door Willy Wellens. Ondertussen vond ook een machtswissel plaats in het bestuur: de flamboyante Eddy Vergeylen werd na negentien jaar voorzitterschap opgevolgd door Bruggeling Yves Lejaeghere.
Na tegenvallende resultaten werd trainer Wellens ontslagen in februari 2007. Ex-speler Edin Ramcic maakte het seizoen vol als trainer. Pas op de voorlaatste speeldag wist KVO zich te verzekeren van het behoud. Het seizoen werd afgesloten op de twaalfde plaats.
In juli 2007 werd Gaby Demanet aangetrokken als nieuwe trainer. Eind oktober 2007, amper vier maanden later, werd hij al ontslagen. Dennis van Wijk, die eerder al succesvol was geweest bij Oostende, volgde hem op. Ook zijn aanstelling bleek van korte duur: een maand later vertrok hij naar eersteklasser Sint-Truiden, waarna assistent-trainer Kurt Bataille het seizoen volmaakte als hoofdtrainer. Het werd knokken tot de laatste speeldag om het behoud te verzekeren. In extremis werd de veilige zestiende plaats nog behaald.
Jean-Pierre Vande Velde werd aangesteld als trainer voor het seizoen 2008/09. Voor het eerst in enkele jaren kende de kustploeg een heropleving: maandenlang nestelde Oostende zich in de top vijf van de rangschikking, met uitzicht op een eindrondeticket. Begin maart 2009 stapte Vande Velde echter om privéredenen over naar concurrent Oud-Heverlee Leuven. Hij werd opgevolgd door Thierry Pister. De kustploeg was duidelijk aangeslagen door het vertrek van Vande Velde: het eindrondeticket werd in laatste instantie nog uit handen gegeven, en KVO eindigde op de zevende plaats. Tijdens het volgende voetbaljaar werd de positieve lijn doorgetrokken. Opnieuw werd Oostende zevende, nadat het tot op de voorlaatste speeldag had meegestreden voor een eindrondeticket.
Het seizoen 2010/11 werd er één met ups en downs. Midden februari werd het contract met trainer Pister in onderling overleg verbroken. Middenvelder en spelverdeler Frederik Vanderbiest stopte met voetballen en nam over als trainer. KVO eindigde op de negende plaats. In 2011/12 mocht Vanderbiest aanblijven. Hij loodste de kustploeg naar de vierde plaats, het beste resultaat in jaren, met als beloning een eindrondeticket. De tegenstand in die eindronde bleek echter te sterk, Oostende wist twee keer gelijk te spelen, de overige wedstrijden verloor het. Aan het einde van het seizoen stopte aanvoerder en clubicoon Lars Wallaeys met voetballen. Hij is tot op vandaag de speler met het hoogste aantal officiële wedstrijden voor KV Oostende.
In het seizoen 2012/13 bereikte Oostende de kwartfinale van de Beker van België. Het schakelde onderweg eersteklassers Oud-Heverlee Leuven en Waasland-Beveren uit. Ook in Tweede klasse maakte KVO indruk. Het team van trainer Vanderbiest won de tweede en de derde periode en pakte op zeven april 2013 ook de titel na een zege tegen KAS Eupen. Oostende eindigde het seizoen met een voorsprong van tien punten op de eerste achtervolger, en promoveerde zo weer naar de hoogste afdeling. Kort na het seizoen was er even ongerustheid over de toekomst van de club. Patrick Decuyper, toenmalig bestuurder van SV Zulte Waregem, zou enkele maanden daarvoor aandelen van KV Oostende hebben gekocht, en er werd gevreesd voor een fusie met Zulte Waregem of een verhuis naar Antwerpen, waar Beerschot AC net was verdwenen. Onder druk zag Decuyper af van het (al dan niet geldige) contract dat hij met Yves Lejaeghere had afgesloten.
Op 23 augustus 2013, na de start van een nieuw seizoen in de Jupiler Pro League, raakte bekend dat voorzitter en hoofdaandeelhouder Yves Lejaeghere zou worden opgevolgd door Marc Coucke. Lejaeghere bleef voorzitter-manager en nam de dagelijkse leiding op zich, maar als hoofdaandeelhouder werd Coucke automatisch voorzitter van de raad van bestuur en dus pro forma voorzitter van de club. De komst van Coucke zorgde meteen voor een stijging van het budget. In anderhalve week (net voor het sluiten van de transferperiode) trok de nieuwe hoofdaandeelhouder vier versterkingen aan. In de volgende maanden werd de commerciële cel uitgebouwd (met onder meer Patrick Orlans), werd sportdokter Chris Goossens aangesteld als nieuwe hoofdarts en werd Luc Devroe technisch directeur. Na een moeilijk seizoensbegin werden er vanaf november mooie resultaten geboekt. In de Beker van België werd de halve finale bereikt, waarin Oostende het mocht opnemen tegen KSC Lokeren. Pas in een strafschoppenreeks, na de verlengingen in de terugwedstrijd, werd de kustploeg uitgeschakeld. In het weekend van 22 februari 2014 wist Oostende zich te verzekeren van een verlengd verblijf in Eerste klasse, door enerzijds zelf te winnen tegen SK Lierse en anderzijds door een nederlaag van degradatieconcurrent OH Leuven. De kustploeg won in mei de finale van Play-off II, tegen KV Kortrijk, en mocht het daardoor tegen Zulte Waregem opnemen voor een Europees ticket. Omdat Oostende geen Europese licentie had aangevraagd, werden deze wedstrijden niet afgewerkt.
Begin juli 2014 raakte bekend dat oud-voorzitter Yves Lejaeghere zich definitief terugtrok uit de club en tot erevoorzitter werd benoemd. Hoofdaandeelhouder Marc Coucke werd voltijds voorzitter.
Ook in het seizoen 2014/15 wist KV Oostende zich probleemloos te handhaven in de Jupiler Pro League. Hoogtepunten waren een doelpuntenrijke overwinning (3-5) op Standard Luik, een thuiszege tegen datzelfde Standard en een gelijkspel in de thuiswedstrijd tegen Club Brugge. In het algemeen bleef de kustploeg weliswaar onder de verwachtingen. Aan het einde van het seizoen werd afscheid genomen van trainer en clubicoon Frederik Vanderbiest, die gedurende zijn trainerschap, van meer dan vier jaar, de club mee hielp evolueren van een modale tweedeklasser tot een professionele eersteklasseclub.
Voor het eerst in haar bestaan trad de kustploeg, in 2015/16, voor een derde, opeenvolgende seizoen aan in de hoogste voetbalafdeling. Onder trainer Yves Vanderhaeghe werden de hoge verwachtingen ingelost, KVO beëindigde de reguliere competitie op de vierde plaats, versloeg thuis zowel Anderlecht, Standard, Racing Genk als (toenmalig) landskampioen AA Gent, en streed tot de voorlaatste speeldag in play-off I mee voor een Europees ticket. De thuiswedstrijden in play-off I werden afgewerkt in het Schierveldestadion in Roeselare, aangezien het eigen Albertpark (dat in juni 2016 werd herdoopt tot de Versluys Arena) een klein half jaar de deuren sloot voor de bouw van een nieuwe hoofd-en doeltribune.
Op de tweede speeldag van het seizoen 2016/17, tijdens de eerste thuiswedstrijd in het vernieuwde stadion, versloeg Oostende meteen landskampioen Club Brugge. Daar was het nooit eerder in geslaagd, op eigen veld. In hetzelfde seizoen brak de kustploeg twee keer haar record van grootste overwinning in de hoogste voetbalafdeling: eerst in een thuiswedstrijd tegen Westerlo (5-0) op de vijftiende speeldag, en amper een week later opnieuw, in een thuiswedstrijd tegen Racing Genk (6-0). Begin maart kwalificeerde Oostende zich voor het tweede seizoen op rij voor play-off I.
Op dinsdag 31 januari 2017 plaatste KV Oostende zich, voor het eerst in de geschiedenis van het Oostendse voetbal, voor de finale van de Beker van België, na een overwinning (0-1) op het veld van Racing Genk. Op zaterdag 18 maart verloor de kustploeg de bekerfinale tegen Zulte Waregem, in het Koning Boudewijnstadion, na het nemen van strafschoppen.
In play-off I beëindigde Oostende het seizoen op de vierde plaats, die recht gaf op een barragewedstrijd tegen de winnaar van play-off II. Inzet was het laatste Europese ticket, dat toegang geeft tot de voorlaatste voorronde van de Europa League. Op woensdag 31 mei schreef de kustploeg geschiedenis, door voor het eerst in haar bestaan Europees voetbal af te dwingen. Op eigen veld versloeg het Racing Genk, winnaar van play-off II, met 3-1.
In haar allereerste Europese campagne, eind juli/begin augustus 2017, werd Oostende uitgeloot tegen de Franse topclub Olympique Marseille. Na een nederlaag (4-2) in het Stade Vélodrome, hield de kustploeg haar Franse rivaal in bedwang in de terugwedstrijd, met een verdienstelijke 0-0.
Na twee topseizoenen verging het KVO heel wat minder in het seizoen 2017/18. Na een desastreuze seizoensstart, met één punt in zeven wedstrijden, werd trainer Vanderhaeghe bedankt voor bewezen diensten. Zijn assistent-trainer Adnan Custovic nam over. Na enkele goede wedstrijden werd beslist dat hij kon aanblijven, minstens tot het einde van het seizoen. Onder zijn trainerschap ging het geleidelijk aan beter, maar toch bleef de kustploeg in de staart van het klassement bengelen. De reguliere competitie werd nog afgesloten op de elfde plaats.
In december 2017 kondigde Marc Coucke zijn afscheid aan, hij zou enkele maanden later immers RSC Anderlecht overnemen. Begin februari 2018 raakte bekend dat verzekeringsmakelaar Peter Callant de nieuwe eigenaar en voorzitter werd van KV Oostende. In het zog van Coucke trok ook sportief directeur Luc Devroe naar de hoofdstad, hij werd opgevolgd door Hugo Broos.
Op 18 februari 2019 kondigde Peter Callant aan dat hij de fakkel doorgaf aan ondervoorzitter Frank Dierckens.
Na het seizoen 2019-2020 werd bekend dat het Amerikaanse Pacific Media Group voor 70% aandeelhouder werd van KV Oostende. Dierckens bleef voorzitter. Het was de bedoeling om via het Belgisch Arbitragehof voor de Sport toch nog een proflicentie te behalen voor volgende seizoen. Op 10 mei 2020 werd bekend dat KVO zijn proflicentie behaalde via het BAS. Hierdoor mocht de club aantreden op het hoogste niveau.
Aan het einde van het seizoen 2022/23 had de ploeg niet genoeg punten verzameld en was het een van de drie ploegen die rechtstreeks degradeerde.
Op 21 december 2023 kreeg de club een puntenaftrek van 3 punten opgelegd. Op 22 december volgden nog eens 6 punten omdat de club deadlines van terugbetalingen meerdere malen gemist had. Daarmee kwam KVO laatste te staan in de Challenger Pro League. De club had op dat moment een schuld van 8 miljoen euro.
Op 16 mei 2024 kwam het nieuws dat de club het faillissement ging aanvragen op 3 juni 2024. Dit door het niet behalen van een proflicentie, een te grote schuldenberg die onmogelijk kon weggewerkt worden in de 2de amateurklasse en een mislukte overname. Op 4 juni werd de NV KV Oostende door de ondernemingsrechtbank in Brugge failliet verklaard. Op 13 juni werd bekend dat de neo-derdenationaler KSV Diksmuide wil samenwerken met de Stad Oostende om een nieuwe ploeg op te richten onder de naam Koninklijke Voetbalclub Diksmuide Oostende. De jeugd van Diksmuide & Oostende zouden elk op hun huidige oefenterreinen spelen. De A-kern zou hun wedstrijden afwerken in het stadion van Oostende.

## Spelerskern 2023-2024
| Nr.         | Nationaliteit  | Naam                | Geb.datum  | Vorige club          | Sinds | Contract |      |      |      |      |      |
| Doel        | Doel           | Doel                | Doel       | Doel                 | Doel  | Doel     | Doel | Doel | Doel | Doel | Doel |
| ----------- | -------------- | ------------------- | ---------- | -------------------- | ----- | -------- | ---- | ---- | ---- | ---- | ---- |
| 1           | Ierland België | Liam Bossin         | 15-07-1996 | FC Dordrecht         | 2023  | 2026     |      |      |      |      |      |
| 13          | België         | Brent Gabriël       | 27-01-1999 | SK Beveren           | 2023  | 2025     |      |      |      |      |      |
| 91          | België         | Richmond Badu       | 03-05-2002 | Eigen Jeugd          | 2022  | 2025     |      |      |      |      |      |
| Verdediging |                |                     |            |                      |       |          |      |      |      |      |      |
| 2           | België         | Jonas Vinck         | 25-10-1995 | RE Virton            | 2023  | 2026     |      |      |      |      |      |
| 3           | Engeland       | Zech Medley         | 09-07-2000 | Arsenal              | 2021  | 2025     |      |      |      |      |      |
| 4           | Frankrijk      | Thomas Basila       | 30-04-1999 | FC Nantes            | 2021  | 2025     |      |      |      |      |      |
| 5           | België         | Brent Laes          | 18-04-2000 | Lierse Kempenzonen   | 2023  | 2026     |      |      |      |      |      |
| 25          | België         | Cederick Van Daele  | 25-08-2000 | KAA Gent             | 2023  | 2025     |      |      |      |      |      |
| 36          | België         | Siebe Wylin         | 27-05-2003 | Eigen Jeugd          | 2022  | 2025     |      |      |      |      |      |
| Middenveld  |                |                     |            |                      |       |          |      |      |      |      |      |
| 6           | Frankrijk      | Maxime D'Arpino     | 17-06-1996 | US Orléans           | 2020  | 2026     |      |      |      |      |      |
| 8           | Schotland      | Ewan Henderson      | 17-03-2000 | Hibernian FC (huur)  | 2023  | 2024     |      |      |      |      |      |
| 16          | België         | Sieben Dewaele      | 02-02-1999 | RSC Anderlecht       | 2021  | 2025     |      |      |      |      |      |
| 22          | België         | Massimo Decoene     | 11-02-2004 | KV Kortrijk (huur)   | 2023  | 2024     |      |      |      |      |      |
| 23          | Duitsland      | Alfons Amade        | 12-11-1999 | Hoffenheim           | 2021  | 2024     |      |      |      |      |      |
| 26          | Frankrijk      | Vincent Koziello    | 28-10-1995 | 1.FC Köln            | 2021  | 2024     |      |      |      |      |      |
| 29          | België         | Robbie D'haese      | 25-02-1999 | Eigen Jeugd          | 2017  | 2024     |      |      |      |      |      |
| 31          | Kenia          | Johanna Omolo       | 31-07-1989 | URSL Visé            | 2023  | 2024     |      |      |      |      |      |
| 93          | België         | Anas Hammas         | 17-02-2004 | Eigen Jeugd          | 2023  | 2025     |      |      |      |      |      |
| 99          | België         | Alessandro Albanese | 12-01-2000 | Waasland-Beveren     | 2022  | 2025     |      |      |      |      |      |
| Aanval      |                |                     |            |                      |       |          |      |      |      |      |      |
| 9           | Venezuela      | Daniel Pérez        | 17-01-2002 | Club NXT (huur)      | 2023  | 2024     |      |      |      |      |      |
| 14          | Schotland      | Dapo Mebude         | 29-07-2001 | Watford              | 2022  | 2026     |      |      |      |      |      |
| 17          | Colombia       | Juanda Fuentes      | 19-05-2003 | FC Barcelona Atlètic | 2023  | 2026     |      |      |      |      |      |
| 20          | België         | Andy Musayev        | 01-06-2003 | Eigen Jeugd          | 2022  | 2025     |      |      |      |      |      |
| 28          | Duitsland      | Luis Hartwig        | 23-11-2002 | VfL Bochum           | 2023  | 2026     |      |      |      |      |      |
| 77          | Ghana          | David Atanga        | 25-12-1996 | Holstein Kiel        | 2021  | 2024     |      |      |      |      |      |
| 90          | België         | Mohamed Berte       | 25-03-2002 | Eigen Jeugd          | 2021  | 2026     |      |      |      |      |      |

## Voorzitters
| Naam                     | Jaren actief |
| ------------------------ | ------------ |
| Robert Volckaert         | 1981-1987    |
| John Boussy (ad interim) | 1987         |
| Eddy Vergeylen           | 1987-2006    |
| Yves Lejaeghere          | 2006-2013    |
| Marc Coucke              | 2013-2018    |
| Peter Callant            | 2018-2019    |
| Frank Dierckens          | 2019-2024    |

## Erelijst

### Nationaal
Beker van België
finalist (1): 2016/17
Tweede klasse (voetbal België)
winnaar (2x): 1998, 2013
Derde klasse (voetbal België)
winnaar (1x): 1992

### Individuele trofeeën
Verschillende spelers behaalden een trofee toen ze voor de club werkten:
Trainer van het jaar
2021 (Alexander Blessin)

## Europese wedstrijden
- Q = voorronde
- PUC = punten UEFA coëfficiënten

Uitslagen vanuit gezichtspunt KV Oostende
| Seizoen | Competitie    | Ronde | Land               | Club                | Totaalscore | 1e W    | 2e W    | PUC |
| ------- | ------------- | ----- | ------------------ | ------------------- | ----------- | ------- | ------- | --- |
| 2017/18 | Europa League | 3Q    | Vlag van Frankrijk | Olympique Marseille | 2-4         | 2-4 (U) | 0-0 (T) | 0.5 |

Totaal aantal punten voor UEFA coëfficiënten: 0.5

## Resultaten
| Seizoen                   | Klasse | Klasse | Klasse | Klasse | Reeks                                     | Punten                                    | Opmerkingen |
|                           | I      | II     | P.I    |        |                                           |                                           | |
| ------------------------- | ------ | ------ | ------ | ------ | ----------------------------------------- | ----------------------------------------- | --- |
| als VG Oostende           |        |        |        |        |                                           |                                           | |
| 1918/19                   |        |        |        |        |                                           |                                           | oorlog |
| 1919/20                   |        |        | 1      |        | Tweede Prov. W-Vl                         |                                           | eindronde gespeeld, maar geen promoties door reekswijzigingen |
| 1920/21                   |        |        | 1      |        | Tweede Prov. W-Vl                         |                                           | zesde in eindronde |
| 1921/22                   |        |        | 2      |        | Tweede Prov. W-Vl                         |                                           | |
| 1922/23                   |        |        | 2      |        | Tweede Prov. W-Vl                         |                                           | |
| 1923/24                   |        |        | 3      |        | Tweede Prov. W-Vl                         |                                           | |
| 1924/25                   |        |        |        |        | Tweede Prov. W-Vl                         |                                           | |
| 1925/26                   |        | 13     |        |        | Bevordering B                             | 13                                        | |
|                           | I      | II     | III    | P.I    | Vanaf 1926/27 zijn er 3 nationale niveaus | Vanaf 1926/27 zijn er 3 nationale niveaus | Vanaf 1926/27 zijn er 3 nationale niveaus |
| 1926/27                   |        |        | 10     |        | Bevordering A                             | 21                                        | |
| 1927/28                   |        |        | 12     |        | Bevordering A                             | 14                                        | |
| 1928/29                   |        |        |        |        | Tweede Prov. W-Vl                         |                                           | |
| 1929/30                   |        |        |        | 1      | Tweede Prov. A W-Vl                       |                                           | |
| 1930/31                   |        |        | 13     |        | Bevordering A                             | 14                                        | geen degradatie door oprichting extra bevorderingsreeks, met uitbreiding aantal clubs                                                                               |
| 1931/32                   |        |        | 3      |        | Bevordering A                             | 30                                        | |
| 1932/33                   |        |        | 6      |        | Bevordering A                             | 26                                        | |
| 1933/34                   |        |        | 5      |        | Bevordering A                             | 28                                        | |
| 1934/35                   |        |        | 1      |        | Bevordering A                             | 37                                        | |
| 1935/36                   |        | 9      |        |        | Eerste Afdeling B                         | 23                                        | |
| 1936/37                   |        | 8      |        |        | Eerste Afdeling B                         | 26                                        | |
| 1937/38                   |        | 14     |        |        | Eerste Afdeling B                         | 16                                        | |
| 1938/39                   |        |        | 10     |        | Bevordering C                             | 22                                        | |
| 1939/40                   |        |        |        |        |                                           |                                           | geen officiële competitie, enkel provinciale noodcompetities |
| 1940/41                   |        |        |        |        |                                           |                                           | geen officiële competitie, enkel provinciale noodcompetities |
| 1941/42                   |        |        | 10     |        | Bevordering A                             | 7                                         | |
| 1942/43                   |        |        | 5      |        | Bevordering D                             | 33                                        | |
| 1943/44                   |        |        | 14     |        | Bevordering A                             | 13                                        | kampioenschap enkele wedstrijden voor het einde stopgezet |
| 1944/45                   |        |        |        |        |                                           |                                           | oorlog |
| 1945/46                   |        |        | 17     |        | Bevordering A                             | 20                                        | |
| 1946/47                   |        |        | 16     |        | Bevordering D                             | 17                                        | |
| 1947/48                   |        |        |        | 4      | Eerste Prov. W-Vl                         |                                           | |
| 1948/49                   |        |        |        | 3      | Eerste Prov. W-Vl                         |                                           | |
| 1949/50                   |        |        |        | 3      | Eerste Prov. W-Vl                         |                                           | |
| 1950/51                   |        |        |        | 1      | Eerste Prov. W-Vl                         |                                           | |
| 1951/52                   |        |        | 4      |        | Bevordering B                             | 40                                        | |
|                           | I      | II     | III    | IV     | Vanaf 1952/53 zijn er 4 nationale niveaus | Vanaf 1952/53 zijn er 4 nationale niveaus | Vanaf 1952/53 zijn er 4 nationale niveaus |
| 1952/53                   |        |        | 11     |        | Derde Klasse B                            | 27                                        | |
| 1953/54                   |        |        | 8      |        | Derde Klasse A                            | 29                                        | |
| 1954/55                   |        |        | 15     |        | Derde Klasse B                            | 17                                        | |
| 1955/56                   |        |        |        | 3      | Vierde Klasse A                           | 41                                        | |
| 1956/57                   |        |        |        | 5      | Vierde Klasse D                           | 34                                        | |
| 1957/58                   |        |        |        | 7      | Vierde Klasse A                           | 31                                        | |
| 1958/59                   |        |        |        | 6      | Vierde Klasse B                           | 33                                        | |
| 1959/60                   |        |        |        | 2      | Vierde Klasse C                           | 44                                        | |
| 1960/61                   |        |        |        | 6      | Vierde Klasse D                           | 22                                        | |
| 1961/62                   |        |        |        | 3      | Vierde Klasse A                           | 36                                        | |
| 1962/63                   |        |        |        | 4      | Vierde Klasse D                           | 34                                        | |
| 1963/64                   |        |        |        | 1      | Vierde Klasse A                           | 44                                        | |
| 1964/65                   |        |        | 13     |        | Derde Klasse A                            | 28                                        | |
| 1965/66                   |        |        | 11     |        | Derde Klasse B                            | 26                                        | |
| 1966/67                   |        |        | 11     |        | Derde Klasse A                            | 25                                        | |
| 1967/68                   |        |        | 10     |        | Derde Klasse B                            | 27                                        | |
| 1968/69                   |        |        | 9      |        | Derde Klasse B                            | 31                                        | |
| 1969/70                   |        |        | 9      |        | Derde Klasse A                            | 29                                        | |
| 1970/71                   |        |        | 14     |        | Derde Klasse B                            | 25                                        | |
| 1971/72                   |        |        | 4      |        | Derde Klasse A                            | 34                                        | |
| 1972/73                   |        |        | 6      |        | Derde Klasse B                            | 32                                        | |
| 1973/74                   |        |        | 1      |        | Derde Klasse B                            | 50                                        | |
| 1974/75                   |        | 5      |        |        | Tweede Klasse                             | 36                                        | laatste in de eindronde (4 punten) |
| 1975/76                   |        | 7      |        |        | Tweede Klasse                             | 32                                        | |
| 1976/77                   |        | 13     |        |        | Tweede Klasse                             | 26                                        | |
| 1977/78                   |        | 16     |        |        | Tweede Klasse                             | 11                                        | |
| 1978/79                   |        |        | 5      |        | Derde Klasse A                            | 35                                        | |
| 1979/80                   |        |        | 14     |        | Derde Klasse A                            | 22                                        | |
| 1980/81                   |        |        | 7      |        | Derde Klasse A                            | 30                                        | |
| als fusieclub KV Oostende |        |        |        |        |                                           |                                           | |
| 1981/82                   |        |        | 12     |        | Derde Klasse A                            | 24                                        | |
| 1982/83                   |        |        | 2      |        | Derde Klasse A                            | 39                                        | |
| 1983/84                   |        |        | 3      |        | Derde Klasse A                            | 35                                        | |
| 1984/85                   |        |        | 2      |        | Derde Klasse A                            | 39                                        | evenveel punten als reekswinnaar RAEC Mons, maar één wedstrijd minder gewonnen                                                                                      |
| 1985/86                   |        |        | 3      |        | Derde Klasse A                            | 42                                        | |
| 1986/87                   |        |        | 10     |        | Derde Klasse A                            | 29                                        | |
| 1987/88                   |        |        | 3      |        | Derde Klasse A                            | 38                                        | |
| 1988/89                   |        |        | 3      |        | Derde Klasse A                            | 33                                        | |
| 1989/90                   |        |        | 2      |        | Derde Klasse A                            | 45                                        | |
| 1990/91                   |        |        | 3      |        | Derde Klasse A                            | 40                                        | |
| 1991/92                   |        |        | 1      |        | Derde Klasse A                            | 45                                        | |
| 1992/93                   |        | 3      |        |        | Tweede Klasse                             | 37                                        | eindrondewinnaar (11 punten) |
| 1993/94                   | 7      |        |        |        | Eerste Klasse                             | 36                                        | |
| 1994/95                   | 17     |        |        |        | Eerste Klasse                             | 19                                        | |
| 1995/96                   |        | 5      |        |        | Tweede Klasse                             | 58                                        | derde plaats in de eindronde (7 punten) |
| 1996/97                   |        | 9      |        |        | Tweede Klasse                             | 44                                        | |
| 1997/98                   |        | 1      |        |        | Tweede Klasse                             | 75                                        | |
| 1998/99                   | 18     |        |        |        | Eerste Klasse                             | 22                                        | |
| 1999/00                   |        | 2      |        |        | Tweede Klasse                             | 61                                        | derde plaats in de eindronde (6 punten) |
| 2000/01                   |        | 18     |        |        | Tweede Klasse                             | 23                                        | |
| 2001/02                   |        |        | 3      |        | Derde Klasse A                            | 54                                        | eindrondewinst tegen KV Turnhout en Patro Maasmechelen, maar verlies in de finale tegen KFC Vigor Wuitens Hamme (1-4)                                               |
| 2002/03                   |        |        | 2      |        | Derde Klasse A                            | 53                                        | reekswinnaar Berchem Sport krijgt geen licentie voor het volgende seizoen en Oostende promoveert in de plaats, ondanks eindrondenederlaag tegen Oud-Heverlee Leuven |
| 2003/04                   |        | 2      |        |        | Tweede Klasse                             | 65                                        | eindrondewinnaar (9 punten) |
| 2004/05                   | 17     |        |        |        | Eerste Klasse                             | 27                                        | |
| 2005/06                   |        | 10     |        |        | Tweede Klasse                             | 41                                        | |
| 2006/07                   |        | 12     |        |        | Tweede Klasse                             | 39                                        | |
| 2007/08                   |        | 16     |        |        | Tweede Klasse                             | 42                                        | |
| 2008/09                   |        | 7      |        |        | Tweede Klasse                             | 53                                        | |
| 2009/10                   |        | 7      |        |        | Tweede Klasse                             | 51                                        | |
| 2010/11                   |        | 9      |        |        | Tweede Klasse                             | 45                                        | |
| 2011/12                   |        | 4      |        |        | Tweede Klasse                             | 66                                        | laatste in de eindronde (2 punten) |
| 2012/13                   |        | 1      |        |        | Tweede Klasse                             | 77                                        | |
| 2013/14                   | 9      |        |        |        | Eerste Klasse                             | 34                                        | winnaar Play-off II (14 punten in Play-Off II A) |
| 2014/15                   | 10     |        |        |        | Eerste Klasse                             | 38                                        | derde plaats in Play-off II B (6 punten) |
| 2015/16                   | 5      |        |        |        | Eerste Klasse                             | 36                                        | vierde plaats in de reguliere competitie (49 punten) |
|                           | 1A     | 1B     | 1Am    | 2Am    |                                           |                                           | Vanaf 2016-17 zijn er 3 nationale en 2 regionale niveaus |
| 2016/17                   | 4      |        |        |        | Eerste Klasse A                           | 37                                        | vijfde plaats in de reguliere competitie (50 punten) |
| 2017/18                   | 11     |        |        |        | Eerste Klasse A                           | 36                                        | vierde plaats in Play-off II B (veertien punten) |
| 2018/19                   | 14     |        |        |        | Eerste Klasse A                           | 27                                        | vierde plaats in Play-Off II A (twaalf punten) |
| 2019/20                   | 15     |        |        |        | Eerste Klasse A                           | 22                                        | competitie beëindigd na 29 speeldagen wegens de coronacrisis; toen stond KV Oostende op de 15e plaats met 22 punten                                                 |
| 2020/21                   | 5      |        |        |        | Eerste Klasse A                           | 53                                        | Derde plaats in de JPL Europe play-offs (zeven punten) |
| 2021/22                   | 12     |        |        |        | Eerste Klasse A                           | 37                                        | |
| 2022/23                   | 16     |        |        |        | Eerste Klasse A                           | 27                                        | |
| 2023/24                   |        | 13     |        |        | Eerste Klasse B                           | 32                                        | In vereffening gegaan op einde van dit seizoen |